# Farní sbor Českobratrské církve evangelické ve Stříteži nad Bečvou
Farní sbor Českobratrské církve evangelické ve Stříteži nad Bečvou je sborem Českobratrské církve evangelické ve Stříteži nad Bečvou. Sbor spadá pod Východomoravský seniorát.
Farářem sboru je od 01.09.2011 Josef Hurta, kurátorem sboru Martin Beneš, v úřadu pastorační pracovnice Pavla Červinková.

## Faráři sboru
- Bedřich Trégl (1948–1961)
- Vladimír Kopecký (1979–2011)
- Josef Hurta (2011–)

## Fotogalerie

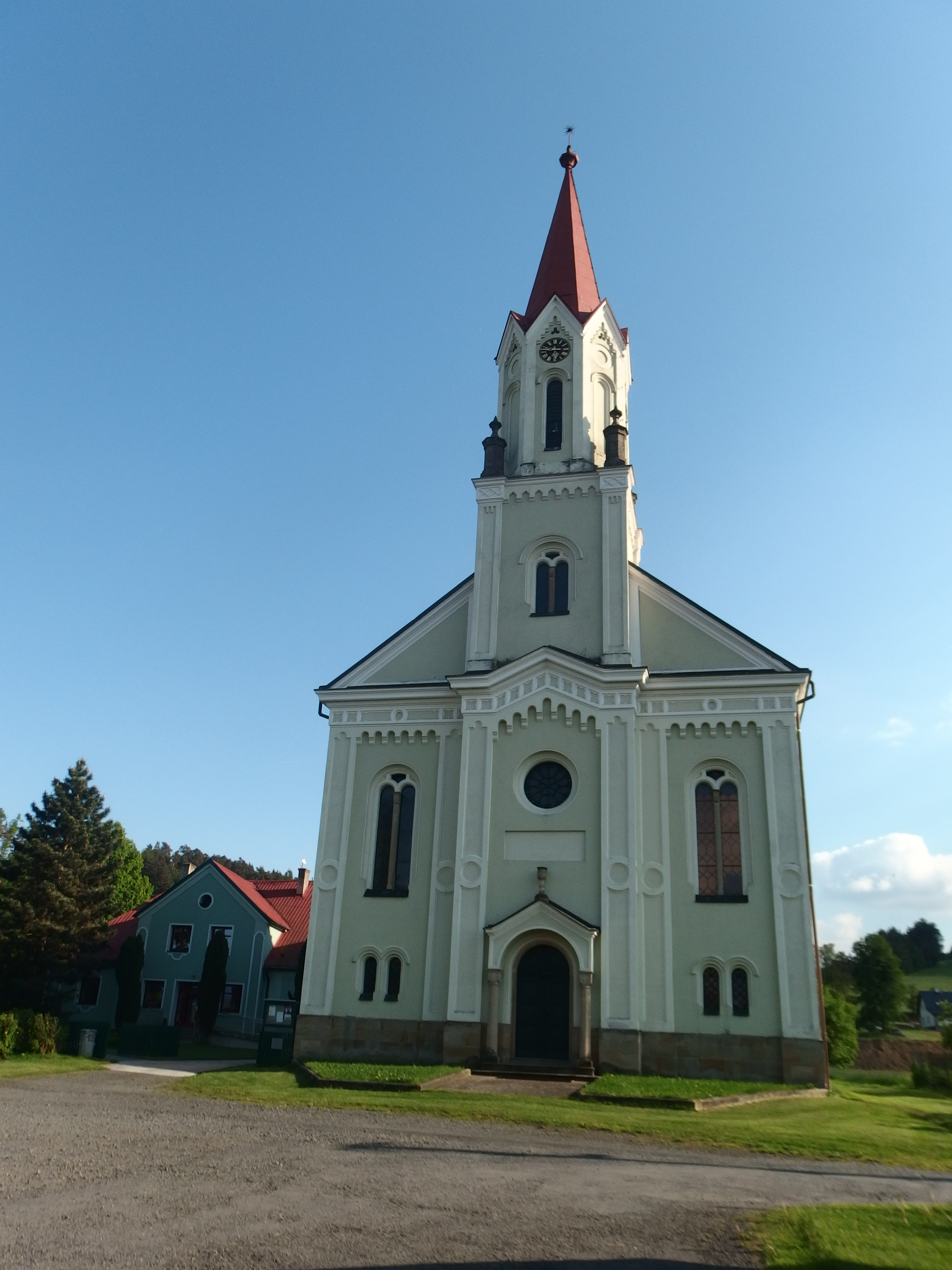
Kostel FS ČCE Střítež nad Bečvou
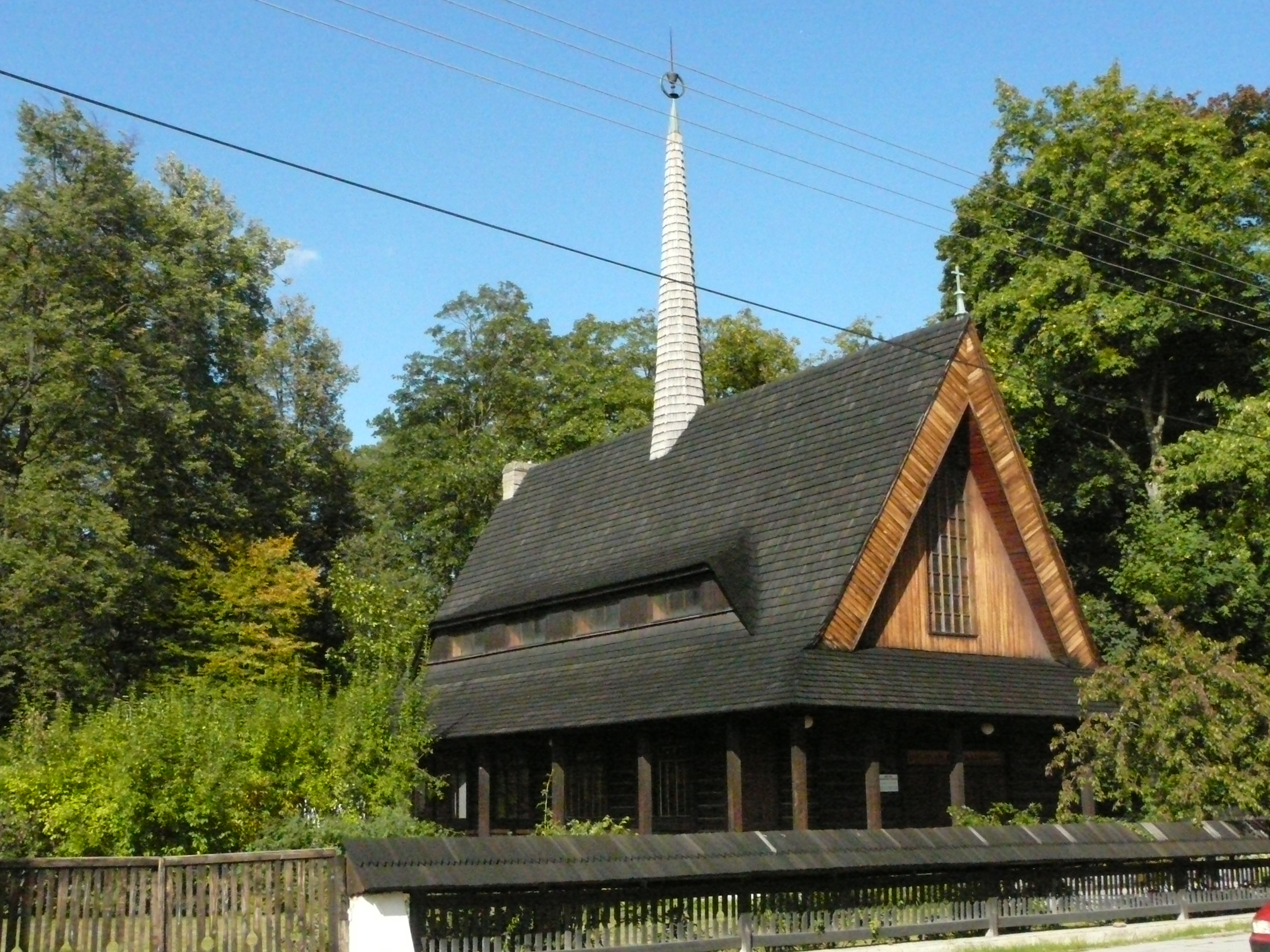
kostel v kazatelské stanici Rožnov pod Radhoštěm